# Camaçari
Camaçari es un municipio del estado brasileño de Bahía fundado el 28 de septiembre de 1758. Es un centro industrial importante, pues concentra toda la producción de refinos derivados del petróleo de la región.
Ubicado en 12°41′51″S 38°19′27″O / -12.69750, -38.32417, tiene una altitud de 36 metros y un área territorial de 762 745 km². Se encuentra a 41 km de distancia de Salvador, formando parte de la Región Metropolitana de Salvador. Limita al norte con Mata de São João, al sur con Lauro de Freitas, al sudoeste con Simões Filho, al oeste con Dias d’Ávila y al este con el océano Atlántico.
Tiene una población estimada de 300.372 habitantes para 2022.
Camaçari es uno de los municipios más ricos del nordeste.  Alberga el Polo Petroquímico de Camaçari, un importante emprendimiento industrial construido a partir de la instalación de Ford en el año 2000, cuyo impacto ambiental todavía debe ser evaluado.
Por ser un municipio totalmente dependiente de un solo sector de la industria (el químico), su comercio minorista y el sector servicios, destinados a satisfacer las demandas de la población, son precarios, haciendo que sus habitantes se desplacen hasta Salvador para realizar sus compras y hacer uso de servicios más especializados.

## Economía

### Sector secundario
La economía del municipio está casi totalmente basada en el polo industrial de Camaçari, inaugurado  en el municipio y en actividad hasta los días actuales, figurando como uno de los más importantes de América del sur. Fue el primer complejo petroquímico planificado del país. Tiene más de 60 empresas químicas, junto a empresas de otras ramas industriales como la automotriz, celulosa, metalúrgica, textil, bebidas y servicios, entre otras.
Tiene una factura anual de 16 000 millones de dólares estadounidenses y una contribución anual de 1000 millones de reales en el estado de Bahía. Responde por más del 90 por ciento de la recaudación tributaria de Camaçari. Emplea a 13 000 personas directamente y 20 000 personas a través de empresas contratadas (80 % de la mano de obra local). Además, genera 45 000 empleos, siendo 15 000 directos y 30 000 indirectos. Representa más del 30 % del total exportado por el estado de Bahía. Su participación en el producto interno bruto baiano es del 20 %.
La fábrica de la Ford Motor Company en la ciudad monta los vehículos Ford EcoSport, Ford Fiesta y Ford Fiesta sedán, y emplea cerca de 800 ingenieros. Lamentablemente para la actividad industrial de Camaçarí, Ford Motor Company anunció a comienzos de 2021 el cierre de sus operaciones en Brasil, lo que incluyó el cierre de la histórica fábrica de São Bernardo do Campo, la de Taubatê y la fábrica de  Troller en el estado de Ceará, junto a la citada fábrica de Camaçarí.
En diciembre de 2001, Monsanto anunció la instalación en el Polo Petroquímico de Camaçari de la primera planta de la empresa proyectada para producir materias primas para el herbicida Roundup en América del Sur. La inversión estuvo estimada en 500 millones de dólares. 

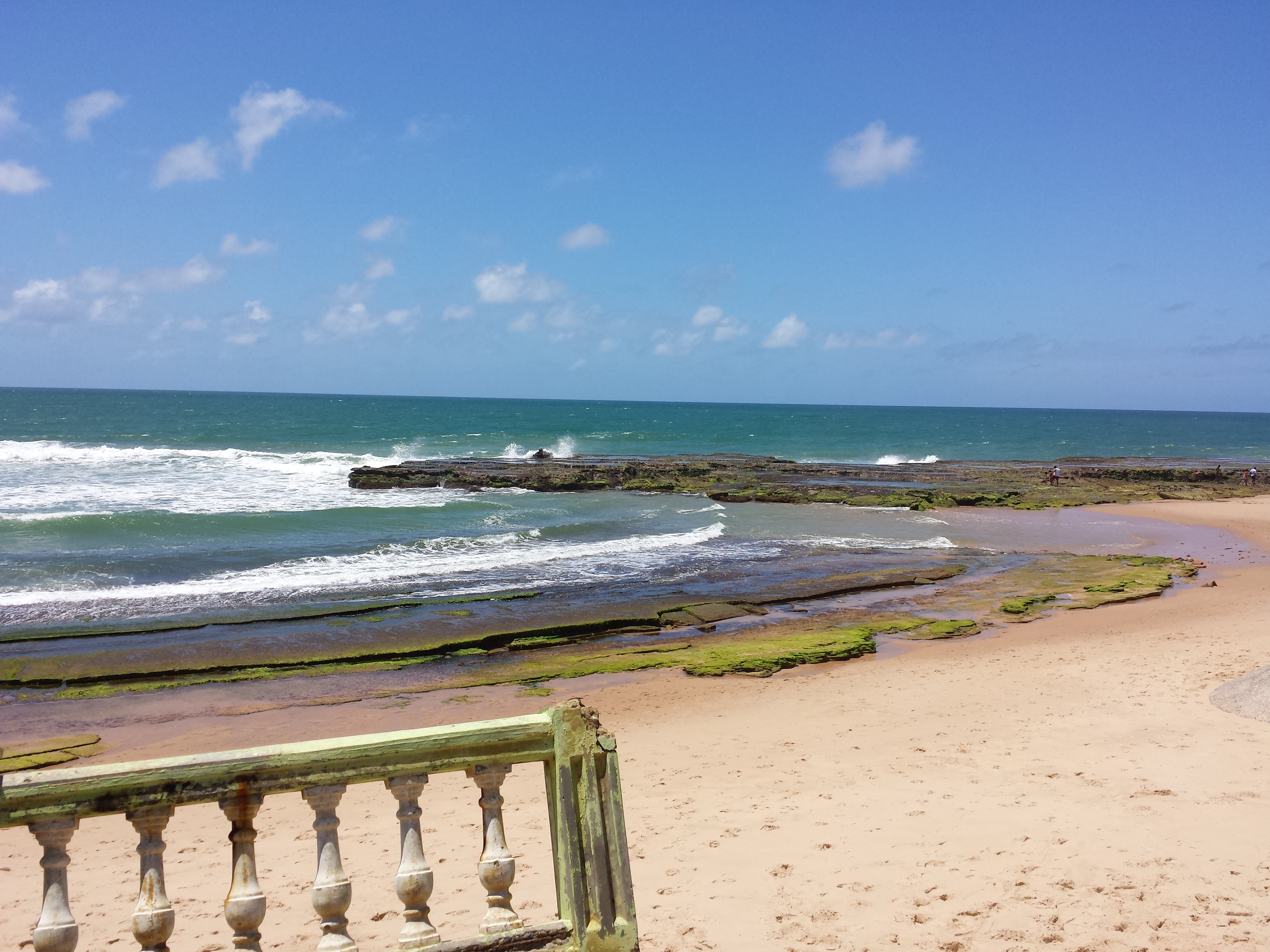
Praia de Arembepe
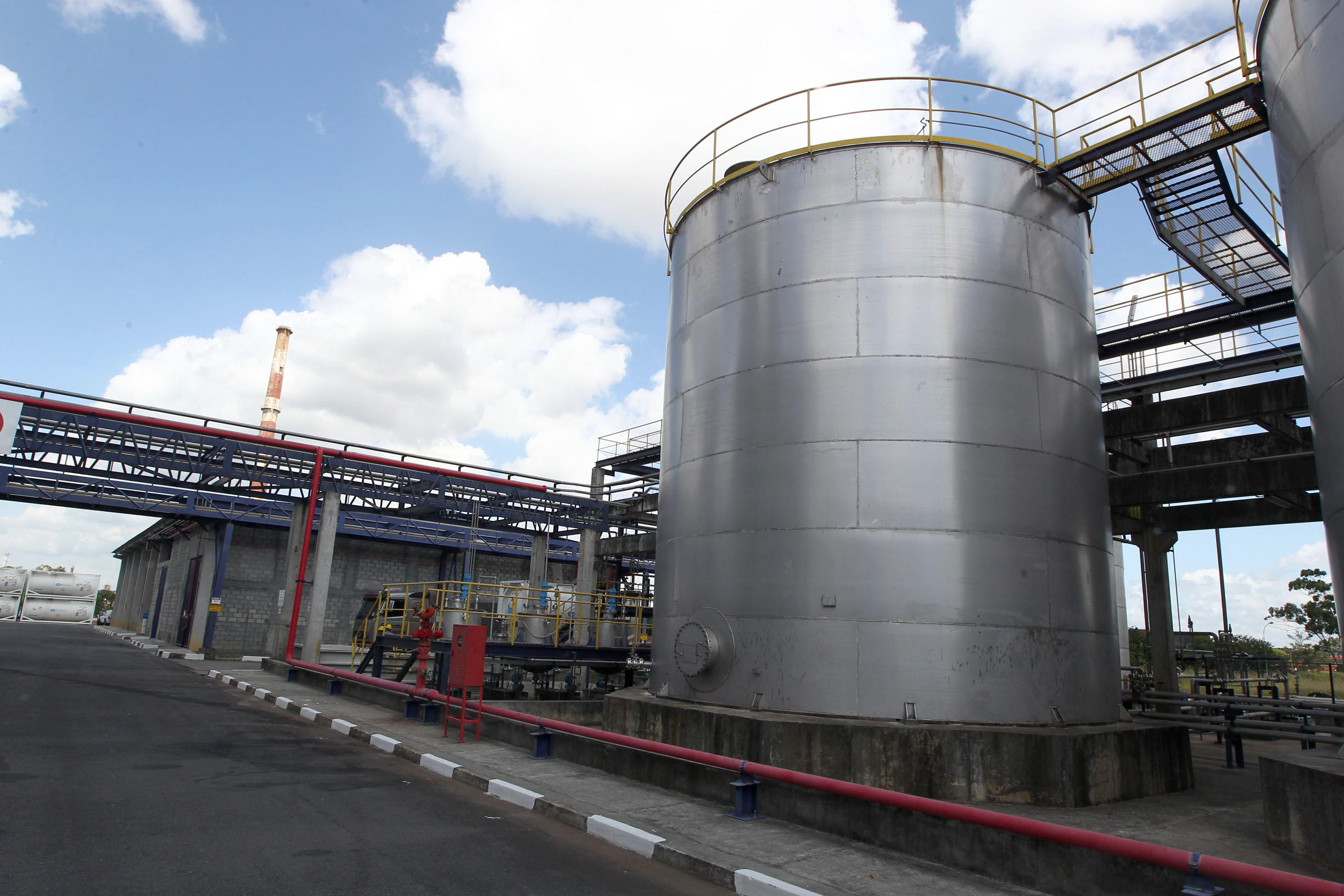
Gobernador Jaques Wagner participa en la inauguración de la Unidad de Hidrógeno de Peroxy Bahia, en el Polo Petroquímico de Camaçari.
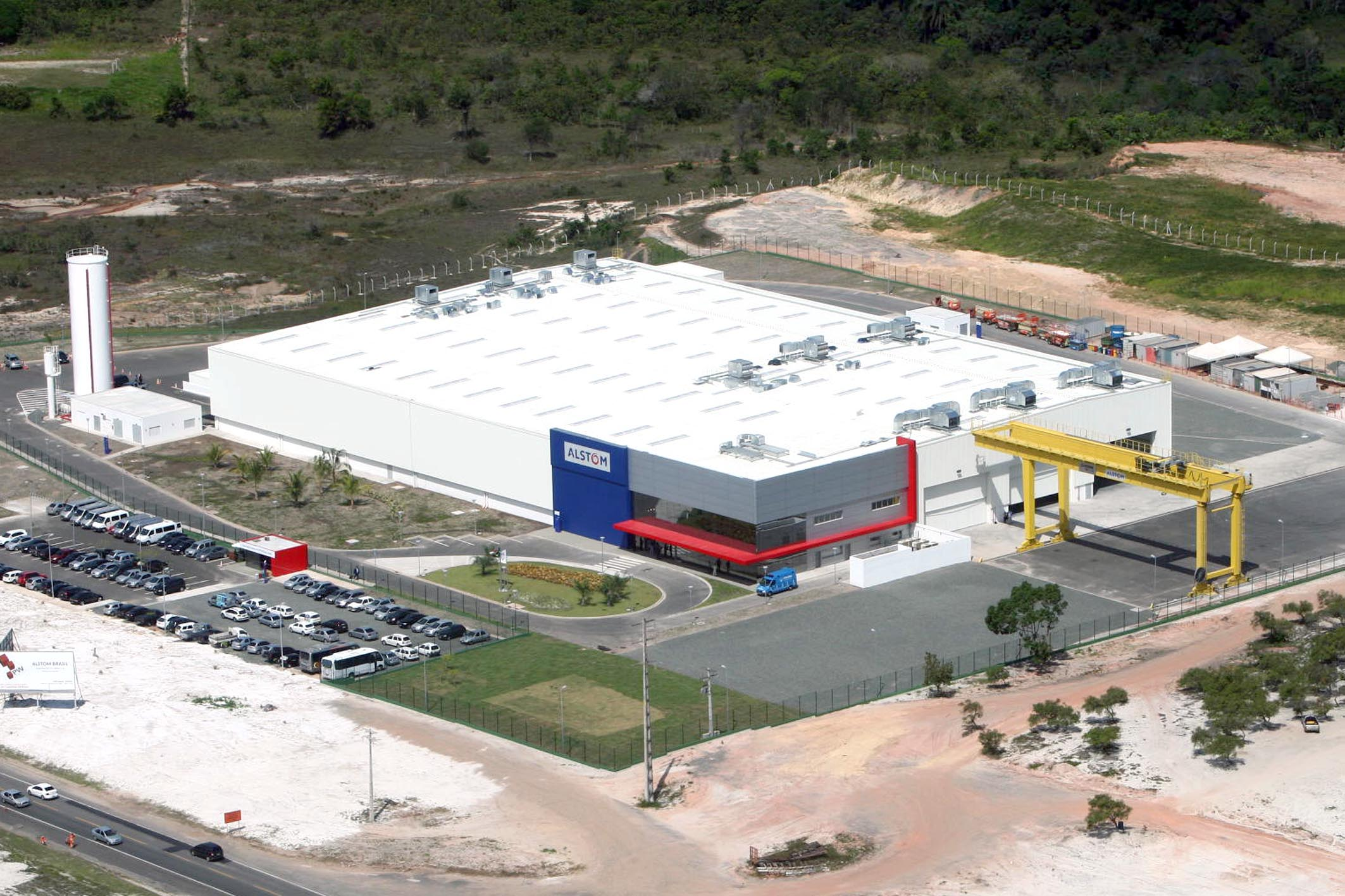